# Afromastax rubrifemur
Afromastax rubrifemur är en insektsart som beskrevs av Marius Descamps 1977. Afromastax rubrifemur ingår i släktet Afromastax och familjen Thericleidae. Inga underarter finns listade i Catalogue of Life.